# Tillandsia 'Penito'
Tillandsia 'Penito' es un  cultivar híbrido del género Tillandsia perteneciente a la familia  Bromeliaceae.
Es un híbrido creado con las especies Tillandsia ionantha × desconocida.